# Харгита
Харги́та (рум. Judeţul Harghita [harˈɡita], венг. Hargita megye [ˈhɒrɡitɒ]) — жудец в регионе Трансильвания в Румынии.

## География
Жудец занимает территорию в 6639 км².
Граничит с жудецами Нямц и Бакэу — на востоке, Муреш — на западе, Сучава — на севере, Брашов и Ковасна — на юге.
В жудеце находится хребет Чук.
Рядом с курортом Туснад находятся вулкан Святая Анна и единственное в Румынии вулканическое озеро Святая Анна.

## Население
В 2007 году население жудеца составляло 325 611 человек (в том числе мужское население — 161 245 и женское — 164 366 человек), плотность населения — 49,04 чел./км².
Согласно данным переписи 2016 года, население жудеца составляло 333 674 человека.
| Год  | Население |
| ---- | --------- |
| 1930 | 250 194   |
| 1948 | 258 495   |
| 1956 | 273 964   |
| 1966 | 282 392   |
| 1977 | 326 310   |
| 1992 | 348 335   |
| 2002 | 326 222   |
| 2011 | 304 969   |
| 2016 | 333 674   |

В 2023 году 79,5 % населения уезда составили венгры (секеи). По процентному отношению числа венгров в структуре населения жудец занимает первое место в Румынии.
Этнический состав населения на 2011 год:
- Венгры - 85,21 % (257 707 чел.)[3]
- Румыны – 12,96 % (39 196 чел.)
- Другие – 1,76 % (5326 чел.).

## Административное деление
В жудеце находятся 2 муниципия, 7 городов и 49 коммун.

### Муниципии
- Меркуря-Чук (Miercurea Ciuc)
- Одорхею-Секуеск (Odorheiu Secuiesc)

### Города
- Бэиле-Тушнад (Băile Tuşnad)
- Бэлан (Bălan)
- Борзек (Borsec)
- Кристуру-Секуеск (Cristuru Secuiesc)
- Георгени (Gheorgheni)
- Топлица (Topliţa)
- Влэхица (Vlăhiţa)

### Коммуны
- Атид
- Аврэмешти
- Билбор
- Брэдешти
- Кэпылница
- Кырца
- Чуксынджорджу
- Чумани
- Корбу
- Корунд
- Дэнешти
- Дыржиу
- Дялу
- Дитрэу
- Феличени
- Фрумоаса
- Гэлэуташ
- Жосени
- Лэзаря
- Луета
- Лунка-де-Жос
- Лунка-де-Сус
- Лупени
- Мэртиниш
- Мерешти
- Михэйлени
- Муджени
- Окланд
- Пэулени-Чук
- Плэеший-де-Жос
- Прайд
- Реметя
- Сэчел
- Сынкрэени
- Сындоминик
- Сынмартин
- Сынсимион
- Сэрмаш
- Сату-Маре
- Секуени
- Сикулени
- Шимонешти
- Субчетате
- Сусени
- Тулгеш
- Тушнад
- Ульеш
- Вэршаг
- Вошлэбени
- Зетя

## Достопримечательности
- Озеро Красное (Румыния)
- Ущелье Биказ